# Schönfeldalm
Die Untere Schönfeldalm und die Obere Schönfeldalm bilden ein Almensemble in den Bayerischen Voralpen. Sie liegen im Gemeindegebiet von Schliersee.
Das Almgebiet befindet sich in einem Almkessel südlich des Jägerkamp. Zum Almensemble gehört die Schönfeldhütte mit Unterkunftshaus, die Rauhkopfhütte und die Obere Schönfeldalm, sowie anschließend die Schnittlauchmoosalm.
Sie lassen sich einfach über Forstwege oder Steige vom Spitzingsattel aus erreichen.